# Kurt Portmann (Basketballspieler)
Kurt Arthur Portmann (* 9. Dezember 1967 in Houston) ist ein ehemaliger US-amerikanischer Basketballspieler.

## Werdegang
Portmann spielte als Schüler Basketball an der Sheboygan North High School (US-Bundesstaat Wisconsin). Von 1986 bis 1990 spielte er für die Hochschulmannschaft der University of Wisconsin. Mit 102 geblockten Würfen stand der 2,10 Meter große Innenspieler bei seinem Fortgang in der Bestenliste der Universität auf dem zweiten Rang hinter Brad Sellers. In 118 Einsätzen für die Mannschaft kam Portmann auf Mittelwerte von 4,3 Punkten sowie 3,5 Rebounds je Begegnung.
Seine Zeit als Berufsbasketballspieler begann in der US-Liga Continental Basketball Association (CBA). Portmann spielte dort von 1990 bis 1993 für die Wichita Falls Texans. Zur Saison 1993/94 ging er zu Watco Antwerpen nach Belgien, im Spieljahr 1994/95 stand der US-Amerikaner bei KK Split und 1995/96 zeitweise beim deutschen Bundesligisten SV Oberelchingen sowie dann wieder in der CBA, diesmal bei der Mannschaft Quad City Thunder, unter Vertrag. In Quad City spielte Portmann bis 1997.
Beruflich wurde Portmann in seinem Heimatland in der Sportverwaltung der Midwestern State University in Texas tätig. Sein Sohn Max wurde Basketballspieler an der University of Maryland, Baltimore County.